# 俯卧撑 (网络用语)
俯卧撑一词出自中华人民共和国贵州省人民政府新闻办公室、贵州省公安厅、黔南布依族苗族自治州人民政府在贵阳举行瓮安事件新闻发布会上，贵州省公安厅政治部主任、贵州省公安厅新闻发言人王兴正对于死者的死因解释。“俯卧撑”（港澳稱為「掌上壓」，臺灣稱為「伏地挺身」）原為健身運動，但亦带有隐晦的“性行为”含义，而先前亦有传言称死者李树芬生前遭人强奸遇害后被抛尸河中；因此，在该解释发表几个小时后，其合理性便受到了不少网民的质疑，并招致网民们的调侃乃至讽刺。例如，在天涯社区上便出现了一股发帖子“做俯卧撑”的潮流，这一潮流后来亦波及到了中国大陆的许多大型网站。

## 事件经过
2008年，贵州省政府新闻办、省公安厅、黔南布依族苗族自治州在贵阳举行的“瓮安6·28严重打砸抢烧突发性事件”新闻发布会上，贵州省公安厅政治部主任、省公安厅新闻发言人王兴正对于死者的死因解释为：
|          | ……当陈走后，刘见李树芬心情平静下来，便开始在桥上做俯卧撑。当刘做到第三个俯卧撑的时候，听到李树芬大声说‘我走了’，便跳下河中…… |
| ——王兴正 | |

## 形成与发展
“俯卧撑”一词本便带有隐晦的“性行为”含义；而在瓮安事件中，亦有传言称死者李树芬生前曾遭人强奸，并在遇害后被抛尸河中。因此，有部分网民认为新闻发布会的死因解释裡出现的“俯卧撑”太过离奇，而产生了质疑。
在新闻发布会当日（2008年7月1日）北京时间晚19时59分，天涯社区网民“流芳苑主”发表了一页帖子吃面要吃雪菜肉丝，运动要做俯卧撑！身体倍儿棒！，揭开了中国大陆网民揶揄“俯卧撑”的序幕。在其后的几个小时里，天涯社区下的天涯杂谈板块便被大量“俯卧撑”帖子所占据。在随后的两三天中，中国大陆的诸多大型网站，如百度、新浪、猫扑等，都出现了规模大小不一的“做俯卧撑”潮流。至此，“俯卧撑”这一普通的词汇，已被中国的网民们冠以了“对某事不便或不愿发表意见而做俯卧撑”的深层次含义。在“俯卧撑”的新意义出现仅几日后，该词便出现在中国大陆常见的搜索引擎Google与百度的统计当中。
随着“俯卧撑”成为中国互联网的热词，一部分的新闻评论也开始采用这一新意义，其涉及的主题也不仅限于瓮安骚乱，而涵盖了同一时期的社会热点：如华南虎照片事件、中国股市暴跌等等。
7月3日，“俯卧撑”一词开始遭到中国大陆许多论坛的屏蔽，天涯社区已无法发出带有“俯卧撑”关键字的帖子，而百度“俯卧撑吧”亦被删除了大量帖子。据《南方都市报》称，“俯卧撑”成为了中国大陆第一个被屏蔽的网络热词。
该名词走热后不久，南京某房产商结合楼市低迷的情况，打出了“房价不会跳水，只是在做俯卧撑！”的广告词，在网络上再次引起热议。